# Lukala
Lukala è un municipio dell'Angola appartenente alla provincia di Cuanza Nord. Ha 41.792 abitanti (stima del 2006) ed una superficie di 1.718 km².